# Katharina Hennig
Pour les articles homonymes, voir Hennig.
Katharina Hennig, née le 14 juin 1996 à Annaberg-Buchholz, est une fondeuse allemande.

## Carrière
Membre du club WSC Erzgebirge Oberwiesenthal, elle dispute sa première course internationale junior en 2011 à Einsiedeln et s'y impose. En 2013, elle reçoit sa première sélection en équipe nationale, prenant part aux Championnats du monde junior à Liberec, où elle gagne la médaille de bronze sur le relais et se classe neuvième du skiathlon notamment. Elle gagne une deuxième médaille de bronze en relais lors des Mondiaux junior 2015 à Almaty.
Elle dispute sa première course en coupe du monde lors de la saison 2015-2016 lors d'un relais à Nové Mesto où son équipe termine septième. Elle dispute ensuite les  mondiaux juniors 2016 de Rasnov où elle devient vice-championne du monde junior du dix kilomètres libre derrière la Suédoise Ebba Andersson.
C'est lors de la saison suivante qu'elle fait ses débuts dans une course individuelle, en novembre 2016 à Ruka, terminant 40e du sprint puis empochant ses premiers points avec une 26e place du dix kilomètres classique. Elle termine ensuite 26e de son premier mini-tour, le Nordic Opening disputé à Lillehammer. Après quelques résultats dans le top 20 sur le tour de ski, elle obtient un podium en relais à Ulricehamn en janvier 2017. Elle participe à ses premiers championnats du monde, à  Lahti lors de l'édition 2017 obtenant une dixième place du skiathlon et une sixième place avec le relais. Elle termine sa saison par une 21e place des Finales disputées au Québec.
40e du Ruka triple de la saison suivante, puis 21e du Tour de ski, elle se qualifie pour la finale d'un sprint par équipes classique à Dresde. Lors des épreuves de ski de fond des Jeux olympiques de 2018 à Pyeongchang, elle termine sixième avec le relais allemand, composé également de Stefanie Böhler, Victoria Carl et Sandra Ringwald, son meilleur résultat individuel étant une 19e place du trente kilomètres classique.
Lors de la saison suivante, elle obtient une quatrième et une troisième place, lors de la mass-start classique, des Mondiaux des moins de 23 ans à Lahti.
Aux Championnats du monde de Seefeld, elle termine au quatrième du relais avec Carl, Ringwald et Laura Gimmler.
Lors du Tour de ski de la saison 2019-2020 elle termine à la troisième place d'un dix kilomètres classique mass-start à Val di Fiemme, derrière Astrid Uhrenholdt Jacobsen et Ebba Andersson, après une dixième et une neuvième place à Toblach. Elle termine finalement au huitième rang du Tour. À Obetstdorf, elle obtient un nouveau top 10, une dixième place du skiathlon. En fin de saison, elle termine à la sixième du trente kilomètres d'Oslo, remporté par Frida Karlsson devant Therese Johaug.
Son début de saison 2020-2021,au Ruka triple, se solde par une vingtième place du général. Après une onzième place à Davos, elle termine à la cinquième place de la deuxième étape du Tour de ski, une mass-start remporté par Linn Svahn. Elle termine ensuite à la neuvième place de la poursuite du lendemain, puis obtient un nouveau top 10 en terminant huitième de la poursuite de Toblach. Sur la course suivante, un dix kilomètres classique mass-start à Val di Fiemme, elle figure parmi les trois dernières fondeuses à jouer la victoire, la Russe Natalia Nepryaeva s'échappant dans le dernier kilomètres pour s'imposer, devant Hennig qui obtient un deuxième podium en carrière, et Ebba Andersson.
Huitième du classement final de ce Tour de ski, elle obtient, quelques semaines plus tard, la quatrième place sur le dix kilomètres classique de Falun. Sur les Championnats du monde à Oberstdorf, son meilleur résultat individuel est 18e au trente kilomètres classique, tandis qu'elle est cinquième avec le relais.

## Palmarès

### Jeux olympiques
| Épreuve / Édition | Sprint                           | Sprint                           | 10 km                            | 10 km                            | Skiathlon 2 × 7,5 km | 30 km | Relais                         | Relais                             |
| Épreuve / Édition | libre                            | classique                        | libre                            | classique                        | Skiathlon 2 × 7,5 km | 30 km | Sprint                         | 4 × 5 km                           |
| Pyeongchang 2018  | Épreuve inexistante à cette date | 27e                              | —                                | Épreuve inexistante à cette date | 22e                  | 19e   | —                              | 6e                                 |
| Pékin 2022        | —                                | Épreuve inexistante à cette date | Épreuve inexistante à cette date | 5e                               | 15e                  | —     | Médaille d'or, Jeux olympiques | Médaille d'argent, Jeux olympiques |

Légende :
- : première place, médaille d'or
- : deuxième place, médaille d'argent
- : troisième place, médaille de bronze
- : pas d'épreuve
- — : Non disputée par Hennig

### Championnats du monde
| Épreuve / Édition | Sprint                           | Sprint                           | 10 km                            | 10 km                            | Skiathlon | 30 km/ 50 km | Relais | Relais                    |
| Épreuve / Édition | libre                            | classique                        | libre                            | classique                        | Skiathlon | 30 km/ 50 km | Sprint | 4 × 5 km / 7.5 km         |
| Lahti 2017        | —                                | Épreuve inexistante à cette date | Épreuve inexistante à cette date | 27e                              | 11e       | 19e          | —      | 6e                        |
| Seefeld 2019      | —                                | Épreuve inexistante à cette date | Épreuve inexistante à cette date | 11e                              | 16e       | 21e          | —      | 4e                        |
| Obertsdorf 2021   | Épreuve inexistante à cette date | 27e                              | —                                | Épreuve inexistante à cette date | 29e       | 18e          | —      | 5e                        |
| Planica 2023      | Épreuve inexistante à cette date | —                                | 11e                              | Épreuve inexistante à cette date | 4e        | 7e           | —      | Médaille d'argent, monde  |
| Trondheim 2025    |                                  | Épreuve inexistante à cette date | Épreuve inexistante à cette date |                                  |           |              |        | Médaille de bronze, monde |

Légende :
- : première place, médaille d'or
- : deuxième place, médaille d'argent
- : troisième place, médaille de bronze
- : pas d'épreuve
- — : Non disputée par Hennig

### Coupe du monde
- Meilleur classement général : 11e en 2021.
- 7 podiums en individuel : 3 deuxièmes places et 4 troisièmes places.
- 5 podium en équipes : 
  - 4 podiums en relais : 3 deuxièmes places et 1 troisième place.
  - 1 podium en sprint : 1 troisième place.
- 1 podium par équipes mixte : 1 troisième place.

#### Courses à étapes
- 4 podiums, dont 1 victoire d'étape.

##### Victoires d'étapes
| Date           | Lieu          | pays   | Compétition | Discipline  |
| -------------- | ------------- | ------ | ----------- | ----------- |
| 7 janvier 2023 | Val di Fiemme | Italie | Tour de Ski | 15 km TC MS |

Légende :

TC = classique

TL = libre

MS = départ en masse

HS = départ avec handicap

PU = poursuite
| Saison / Épreuve | Général | Général | Distance | Distance | Sprint | Sprint |
| ---------------- | ------- | ------- | -------- | -------- | ------ | ------ |
| Saison / Épreuve | Place   | Points  | Place    | Points   | Place  | Points |
| 2016-2017        | 43e     | 138     | 32e      | 110      | -      | -      |
| 2017-2018        | 39e     | 167     | 23e      | 115      | 69e    | 4      |
| 2018-2019        | 30e     | 250     | 14e      | 209      | 70e    | 7      |
| 2019-2020        | 18e     | 485     | 12e      | 323      | 48e    | 26     |
| 2020-2021        | 11e     | 574     | 6e       | 406      | 54e    | 18     |

### Championnats du monde junior et de moins de23 ans
| Épreuve / Édition           | Sprint                           | Sprint                           | 5 km                             | 5 km                             | 10 km Libre                      | Poursuite / Skiathlon            | Relais                    |
| Épreuve / Édition           | libre                            | classique                        | libre                            | classique                        | 10 km Libre                      | Poursuite / Skiathlon            | Relais                    |
| Mondiaux 2013 Liberec       | Épreuve inexistante à cette date | —                                | 20e                              | Épreuve inexistante à cette date | Épreuve inexistante à cette date | 9e                               | Médaille de bronze, monde |
| Mondiaux 2014 Val di Fiemme | —                                | Épreuve inexistante à cette date | Épreuve inexistante à cette date | 30e                              | Épreuve inexistante à cette date | 10e                              | 4e                        |
| Mondiaux 2015 Almaty        | Épreuve inexistante à cette date | —                                | 12e                              | Épreuve inexistante à cette date | Épreuve inexistante à cette date | 8e                               | Médaille de bronze, monde |
| Mondiaux 2016 Rasnov        | 7e                               | Épreuve inexistante à cette date | Épreuve inexistante à cette date | 11e                              | Médaille d'argent, monde         | Épreuve inexistante à cette date | 4e                        |

Légende :
- : première place, médaille d'or
- : deuxième place, médaille d'argent
- : troisième place, médaille de bronze
- : pas d'épreuve
- — : Non disputée par Hennig

| Épreuve / Édition   | Sprint                           | Sprint    | 10 km libre | mass start 15 km classique |
| Épreuve / Édition   | libre                            | classique | 10 km libre | mass start 15 km classique |
| Mondiaux 2019 Lahti | Épreuve inexistante à cette date | —         | 4e          | Médaille de bronze, monde  |

### Festival de la jeunesse européenne
- Brasov 2013
  -  Médaille d'argent au relais mixte.

### Coupe OPA
- 1 podium.